# 경산서부초등학교
경산서부초등학교는 대한민국 경상북도 경산시에 있는 공립 초등학교이다.

## 학교 연혁
- 1997년 3월 1일 경산서부초등학교 개교 (39학급)
- 2001년 3월 1일 유치원 개원(2학급), 관악부 창단
- 2014년 2월 14일 17회 졸업(116명), 졸업생 총 2717명
- 2014년 3월 1일 25학급(특수1 포함), 유치원 3학급
- 2014년 9월 1일 제10대 박재홍 교장 부임